# Schmerzhafte Muttergottes (Thumhausen)

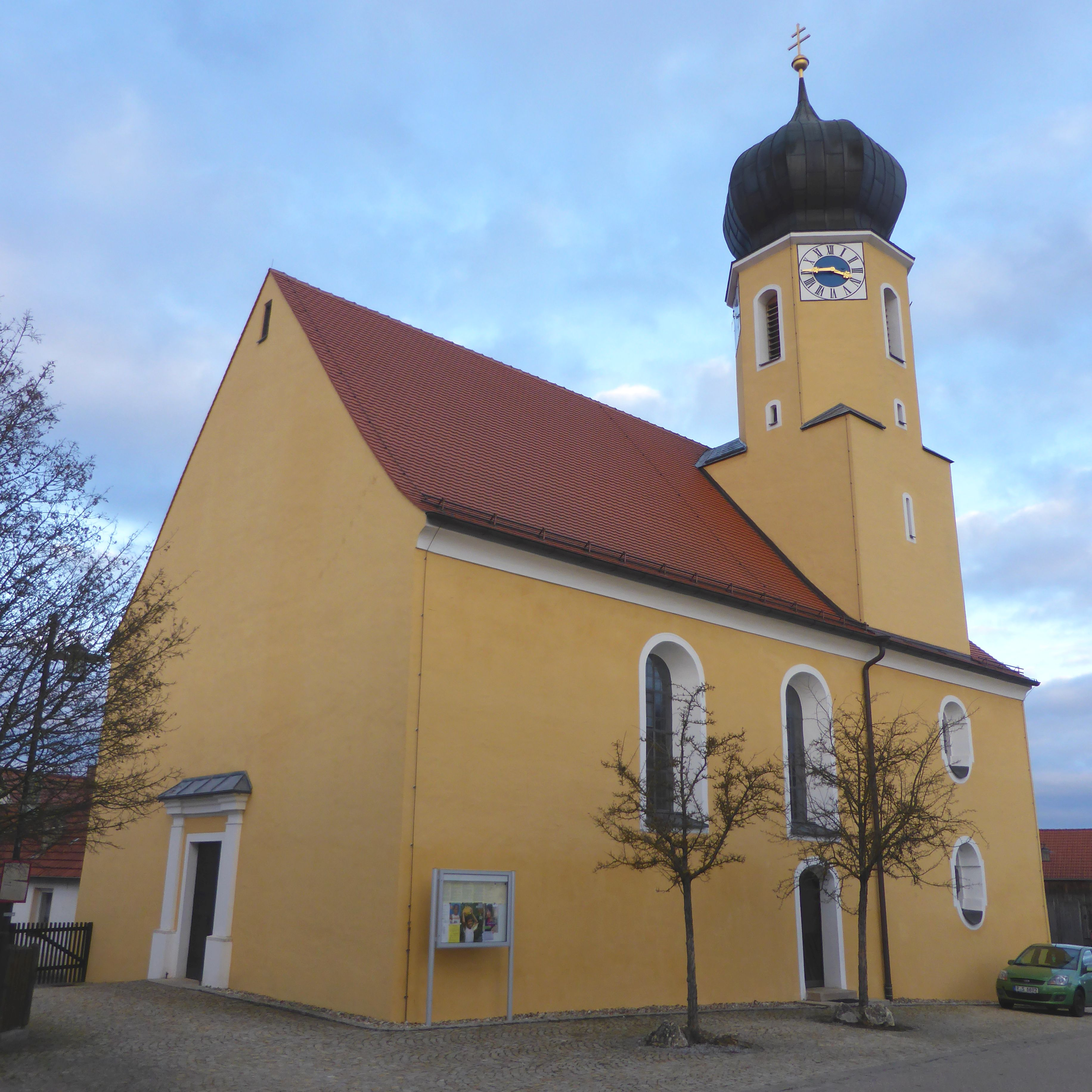
Schmerzhafte Muttergottes (Thumhausen)

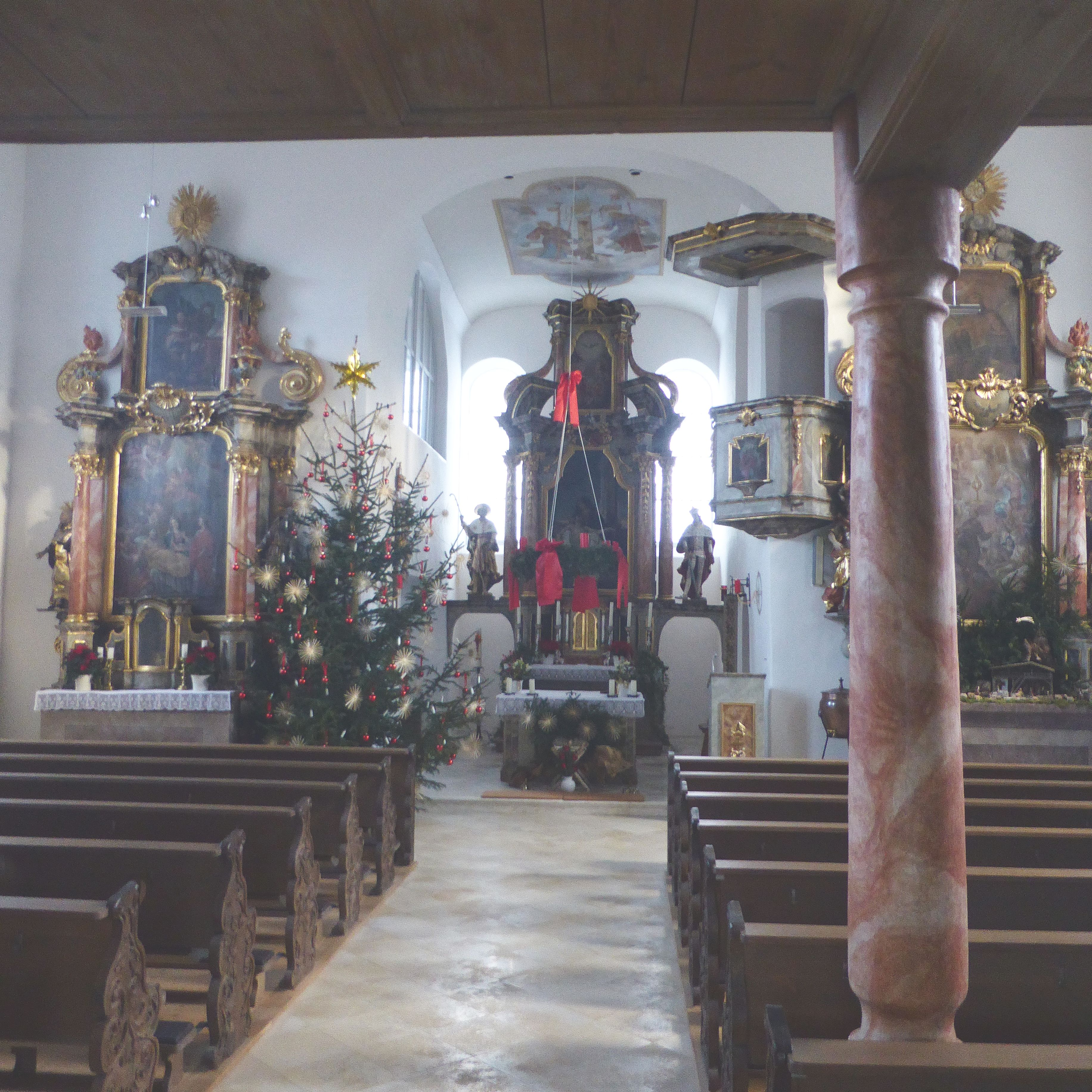
Innenraum

Die römisch-katholische, denkmalgeschützte Filialkirche Schmerzhafte Muttergottes steht in Thumhausen, einem Gemeindeteil des Marktes Nittendorf im Landkreis Regensburg in der Oberpfalz. Sie ist dem Bistum Regensburg zugeordnet. Das Bauwerk ist unter der Denkmalnummer D-3-75-175-21 als Baudenkmal in die Bayerische Denkmalliste eingetragen.

## Beschreibung
Die Saalkirche wurde 1715 erbaut. Sie besteht aus einem quadratischen Langhaus, einem eingezogenen, lang gestreckten Chor im Osten und einem Kirchturm auf quadratischem Grundriss, der mit der Südwand des Langhauses fluchtet. Das oberste, achteckige Geschoss des Kirchturms beherbergt die Turmuhr und den Glockenstuhl, in dem drei Kirchenglocken hängen. Darauf sitzt eine Zwiebelhaube.
Im Innenraum wurde im Westen eine Empore eingebaut, deren Brüstung mit Maria, Jesus Christus und den Aposteln bemalt wurde. Zur Kirchenausstattung gehört ein Hochaltar aus der Erbauungszeit, der von den Statuen des heiligen Jakobus und des heiligen Vitus flankiert wird. Auf dem Altarretabel wurde von Leonhard Thoma 1902 die Beweinung Christi dargestellt.